# On wierzył w Polskę...
On wierzył w Polskę... – polski film dokumentalny z 1992 w reżyserii Aliny Czerniakowskiej.
Film przedstawia biografię gen. Augusta Emila Fieldorfa. Autorka wykorzystała materiały zebrane przez Marię Fieldorf-Czarską i Leszka Zachutę. W filmie wystąpili członkowie rodziny i świadkowie wydarzeń związanych z życiem bohatera, m.in. towarzysze jego pobytu na zesłaniu i w więzieniu.